# تيري فلانغن (لاعب هوكي الجليد)
تيري فلانغن هو لاعب هوكي الجليد كندي، ولد في 17 أكتوبر 1956، وتوفي في 29 ديسمبر 1991.

## وصلات خارجية
- تيري فلانغن على موقع EliteProspects.com (الإنجليزية)
- تيري فلانغن على موقع HockeyDB.com (الإنجليزية)